# Mary Jane's Pa (film fra 1917)
Mary Jane's Pa er en amerikansk stumfilm fra 1917 af William P.S. Earle.

## Medvirkende
- Marc McDermott som Hiram Perkins
- Mildred Manning som Mary Jane
- Eulalie Jensen som Portia Perkins
- Emmett King som Rome Preston
- Clio Ayres som Lucille Perkins